# チンギヤヌ
チンギヤヌ (清佳努) は明朝後期のイェヘナラ氏女真族、イェヘ西城主。
弟・ヤンギヌ (東城主) とともに祖父・チュクンゲ亡き後のイェヘを建て直し、横奪された貢勅と属部を奪還するため幾度にも亘ってハダを襲撃した。兄弟の策略が功を奏し、ハダは内訌を起して分裂したが、介入した明朝の陥穽にはまり、兄弟もろとも殺害された。
兄弟亡き後はそれぞれの子がイェヘの西城と東城を治め、明朝を譲歩させてハダと貢勅を二分するに至った。その一方では、勢力を伸長させたマンジュ (建州部)、後のアイシン (後金) のヌルハチとも対峙した。
(経歴などの詳細は「ヤンギヌ」を参照。)

## 子孫
- 子・ブジャイ：二代イェヘ西城主。
  - 孫・ブヤング：三代イェヘ西城主。
  - 孫・布爾杭古：ブヤングの弟。
- 子・兀孫孛羅：チンギヤヌとともに明軍により殺害された。
- 娘：名不詳。初代ハダ国主・ワンの私生子・カングル妻。

## 参照史料・文献
- 趙爾巽, 他100余名『清史稿』巻223, 清史館, 1928年 (漢文)